# Cesáreo Castillo Michea
Cesáreo Juvenal Castillo Michea (Iquique, 2 de mayo de 1928-Calama, 29 de octubre de 1984) fue un comerciante y dirigente político chileno. 

## Biografía
Su padre falleció cuando Cesáreo tenía sólo siete años de edad y fue criado por su madre Zoila Michea y su padrastro Vicente De la Fuente. 
Realizó los estudios primarios y secundarios los realizó en la Escuela primaria N.°3 de Iquique, mientras que los superiores, los efectuó en el Instituto Comercial de Iquique. Más tarde se destacó como comerciante. 

## Carrera política
Inició su carrera política al ingresar a la Falange Nacional el 6 de julio de 1946, integrándose, posteriormente, al Partido Demócrata Cristiano de Chile en 1958. 
Dentro de la Democracia Cristiana ocupó diversos cargos, entre los que cuentan los de Vicepresidente comunal, Presidente comunal, Tesorero comunal de Calama, de Vicepresidente provincial de Antofagasta y de Consejero Nacional de Pobladores en 1972. 
Paralelamente, desempeñó otras funciones públicas y políticas. En 1964 fue nombrado Gobernador del departamento de El Loa, ejerciendo hasta 1970. 
En 1969, cumplió como presidente de la Comisión de Apertura Nortes Argentino y Chileno, provincia de Jujuy-Antofagasta. Dos años después, fue regidor de la Ilustre Municipalidad de Calama hasta 1973. 
Asumió la presidencia del Centro General de Padres del Colegio "Nuestra Señora Guadalupe de Ayquina" de Calama (1972-1973).

## Gestión parlamentaria
En 1973 fue elegido diputado por la agrupación departamental de Tocopilla, El Loa, Antofagasta y Taltal, para el período 1973-1977. Sin embargo, no pudo terminar su labor legislativa debido al Golpe de Estado en Chile de 1973 y la consecuente disolución del Congreso Nacional (D.L.27 de 21/09/1973).

## Dictadura
Durante la dictadura de Augusto Pinochet estuvo detenido y relegado en San Pedro de Atacama y posteriormente en Ascotán.
Fue presidente de la Asociación de Fútbol de Calama (1973-1976).
Cesáreo Castillo falleció el 29 de octubre de 1984 producto de un cáncer. Fue sepultado en Calama.

## Historial electoral
- Elecciones parlamentarias de 1973 - Diputados para la 2° Agrupación Departamental (Antofagasta, Tocopilla, El Loa y Taltal)

Fuente: El Mercurio, 6 de marzo de 1973